# Mozambiques nationalvåben

Mozambiques nationalvåben, som blev indført i 1990, viser symboler for landbruget og industri. Stjernen højst oppe står for international solidaritet og den åbne bog, hakken og geværet står for kundskab, jordproduktionen og forsvaret af friheden.
| Artikelstump | Spire Denne artikel om et rigsvåben eller statsvåben er en spire som bør udbygges. Du er velkommen til at hjælpe Wikipedia ved at udvide den. |